# جوزيف كونيو

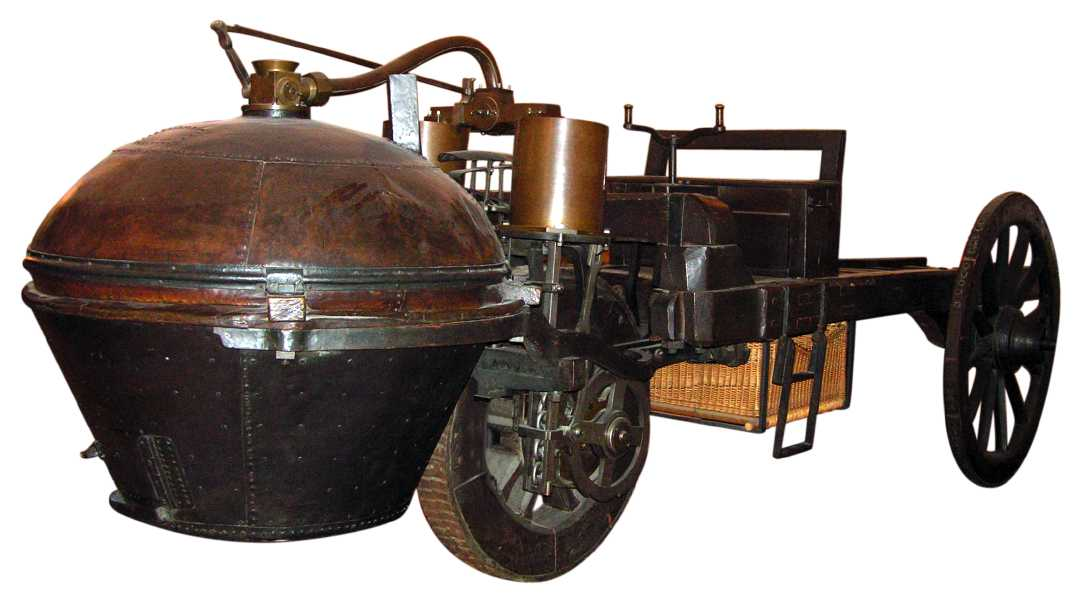
عربة كونيو البخارية المسماة فارديي

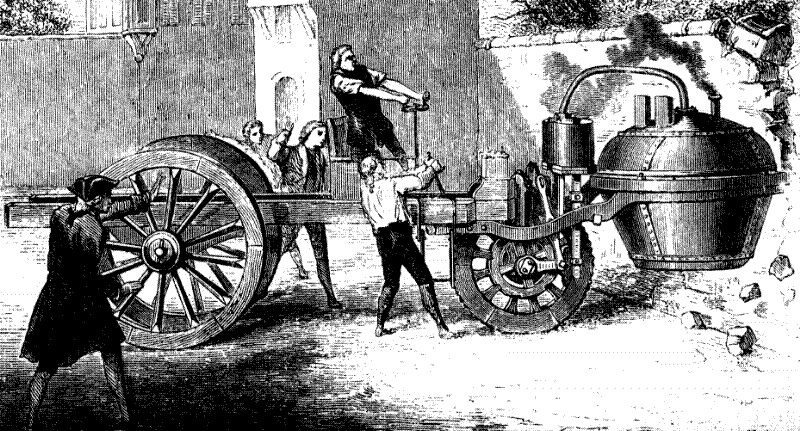
عربة كونيو البخارية ، رسم لحادث اصطدامهاالشهير بجدار المعسكر الحربي

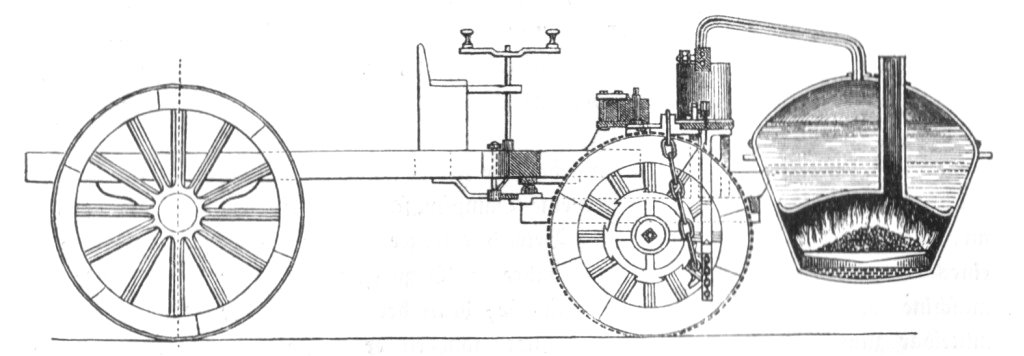
صورة تبين مقطع لعربة كونيو البخارية

نيقولا جوزيف كونيو (بالفرنسية: Nicolas-Joseph Cugnot)‏ (26 فبراير 1725 — 2 أكتوبر 1804) . كونيو مهندسا في المدفعية الفرنسية هو أول من اخترع عربة تمشي ذاتيا بدون مساعدة خارجية عام 1769 ، وكانت تعمل بالبخار و لذلك فإن غلاية الماء فيها كانت تجعلها ثقيلة جدا فكانت قيادتها صعبة سرعتها تتراوح بين 3 إلى 4 كيلومترات في الساعة . وسبب إنتاجها هو رغبته في جر المعدات الحربية الثقيلة بها . اخترع هذه المركبة لنقل المعدات الحربية والأسلحة الثقيلة .

## روابط خارجية
- جوزيف كونيو على موقع الموسوعة البريطانية (الإنجليزية)
- جوزيف كونيو على موقع إن إن دي بي (الإنجليزية)